# Benoît Violier
Benoît Violier, né le 22 août 1971 à Saintes en Charente-Maritime, et mort le 31 janvier 2016 à Crissier, dans le canton de Vaud, est un chef cuisinier franco-suisse. Successeur au printemps 2012 de Philippe Rochat, à la tête du Restaurant de l’Hôtel de Ville, à Crissier, en Suisse, maison qu'il a rejointe en 1996, il se voit décerner en octobre 2012 le titre de « Cuisinier de l'année 2013 », par le guide gastronomique Gault et Millau (édition suisse).

## Biographie
Benoît Violier grandit à Montils et se passionne très tôt pour la cuisine. De 1987 à 1990, c'est auprès de Didier Stéphan qu'il se forme par un apprentissage en cuisine et en pâtisserie. Dès fin 1991, il poursuit sa formation à Paris auprès de grands chefs (Joël Robuchon, Benoît Guichard, Bruno Gricourt, Sylvain Knecht, Jean Philippon, Frédéric Anton et Éric Bouchenoire). Il se perfectionne également chez Lenôtre, Fauchon, au Ritz et à La Tour d'Argent.
Après avoir obtenu les deux maîtrises de cuisine et de pâtisserie, il entre au service de Frédy Girardet, en 1996, à Crissier, au Restaurant de l’Hôtel de Ville. Un an plus tard, en 1997, c'est Philippe Rochat qui reprend le restaurant et Benoît Violier y devient chef de cuisine en 1999.
En 2000, il est nommé l'un des meilleurs ouvriers de France et compagnon du Tour de France des devoirs unis. Il reprend au printemps 2012 Le Restaurant de l'Hôtel de ville, à Crissier, célèbre adresse gastronomique qui détient 3 étoiles Michelin depuis 1975, en 2000, le Gault et Millau français écrit :  « Crissier abrite toujours le meilleur restaurant du monde. »
En octobre 2012, le guide Gault et Millau (édition suisse) lui décerne le titre de « Cuisinier de l'année 2013, ». L'Académie Internationale de la Gastronomie le distingue en janvier 2013 conjointement avec ses prédécesseurs Frédy Girardet et Philippe Rochat en leur décernant un grand prix exceptionnel.
En avril 2015, son père décède. En juillet de la même année Philippe Rochat, son mentor, meurt des suites d'un malaise lors d'une balade à vélo.
Le 31 janvier 2016, Benoît Violier met fin à ses jours avec une arme à feu, à l'âge de 44 ans,. Sa veuve, Brigitte, reste aux commandes du restaurant pour « perpétuer cette transmission de l’excellence », épaulée par le chef Franck Giovannini.

## Publications
- La Cuisine du gibier à poil d'Europe dans l'art de la chasse, Éditions Gerfaut, 2008, 380 p.  (ISBN 978-2-351-91051-1)Prix de la littérature gastronomique 2008
- La Cuisine du gibier à poil d'Europe, Éditions Favre, 2013, 380 p.  (ISBN 978-2-8289-1412-7)réédition
- Facile Rapide Délicieux, Éditions Favre, 2014, 145 p.  (ISBN 978-2-8289-1457-8)
- La Cuisine du gibier à plume d'Europe, Éditions Favre, 2015, 1088 p.  (ISBN 978-2-8289-1496-7)

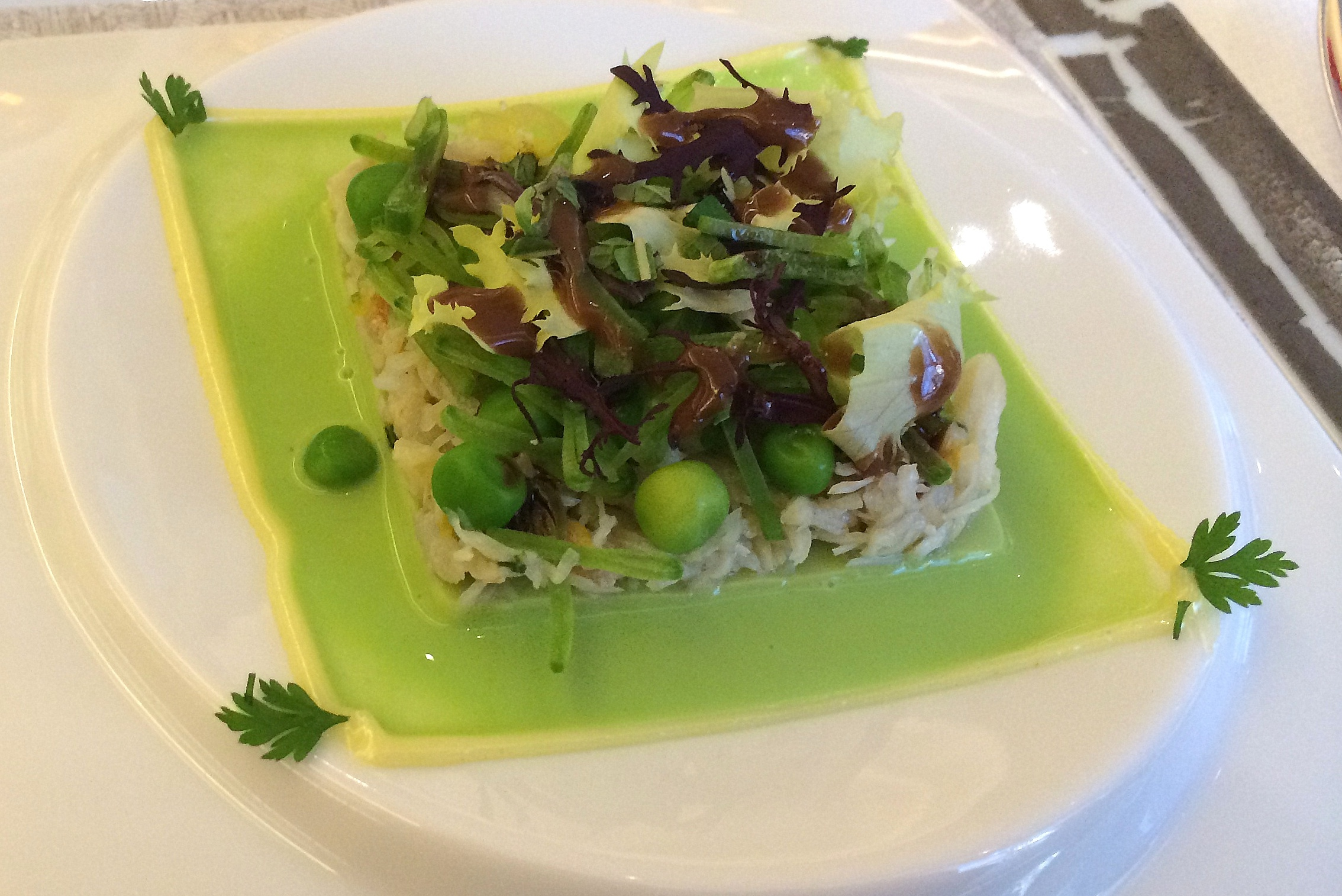
Composition verte.
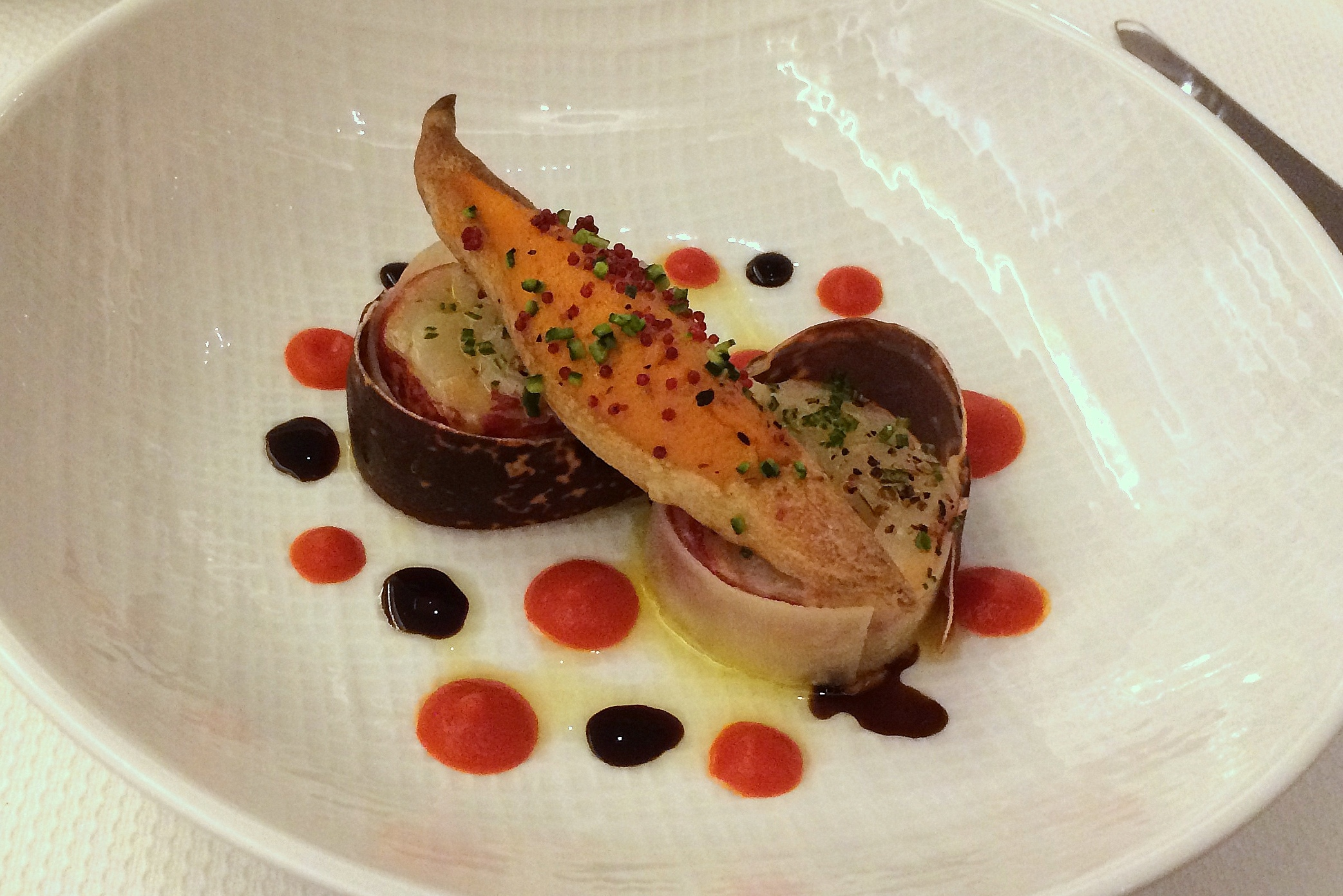
Composition maritime (homard et rouget).
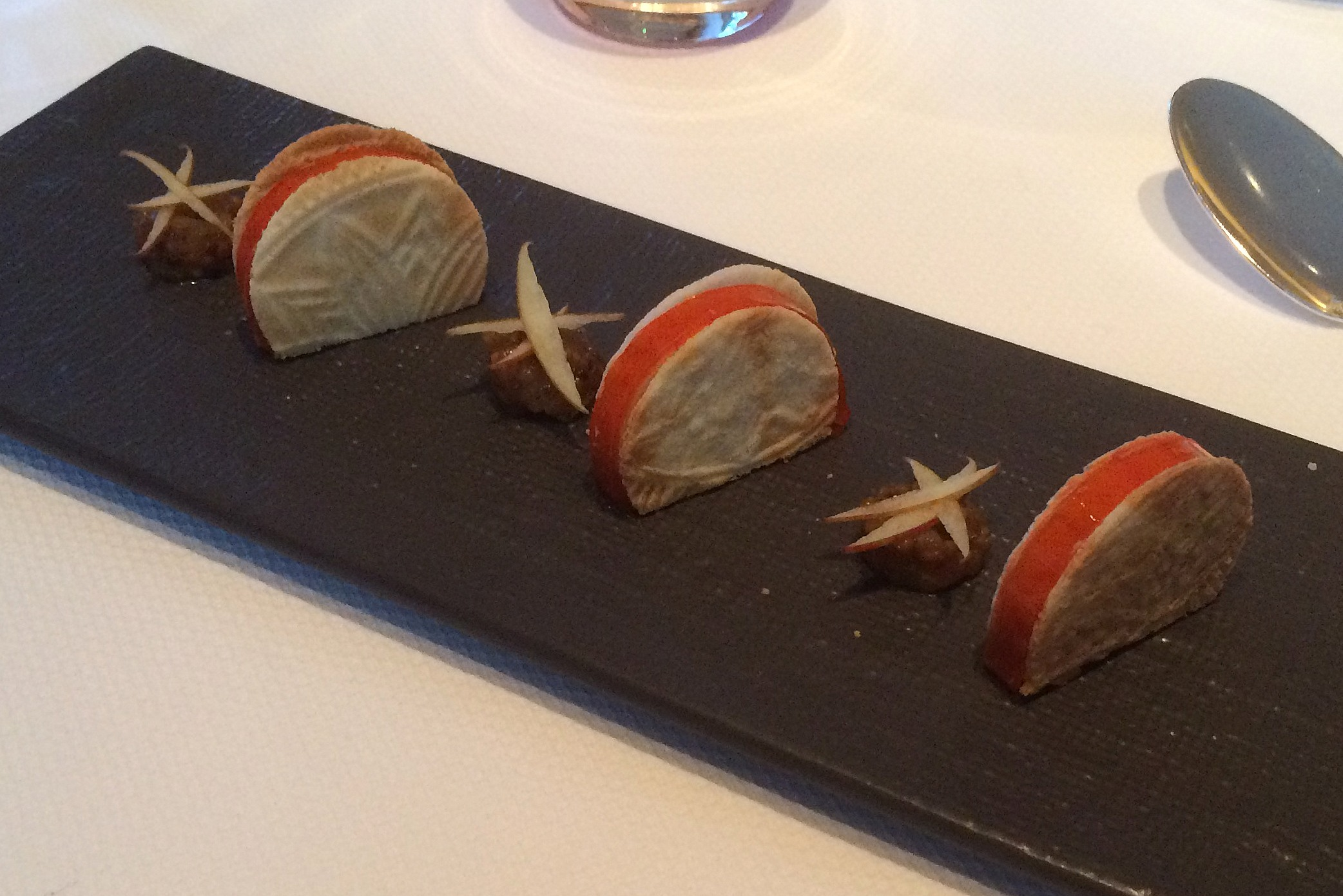
Symphonie papillaire.
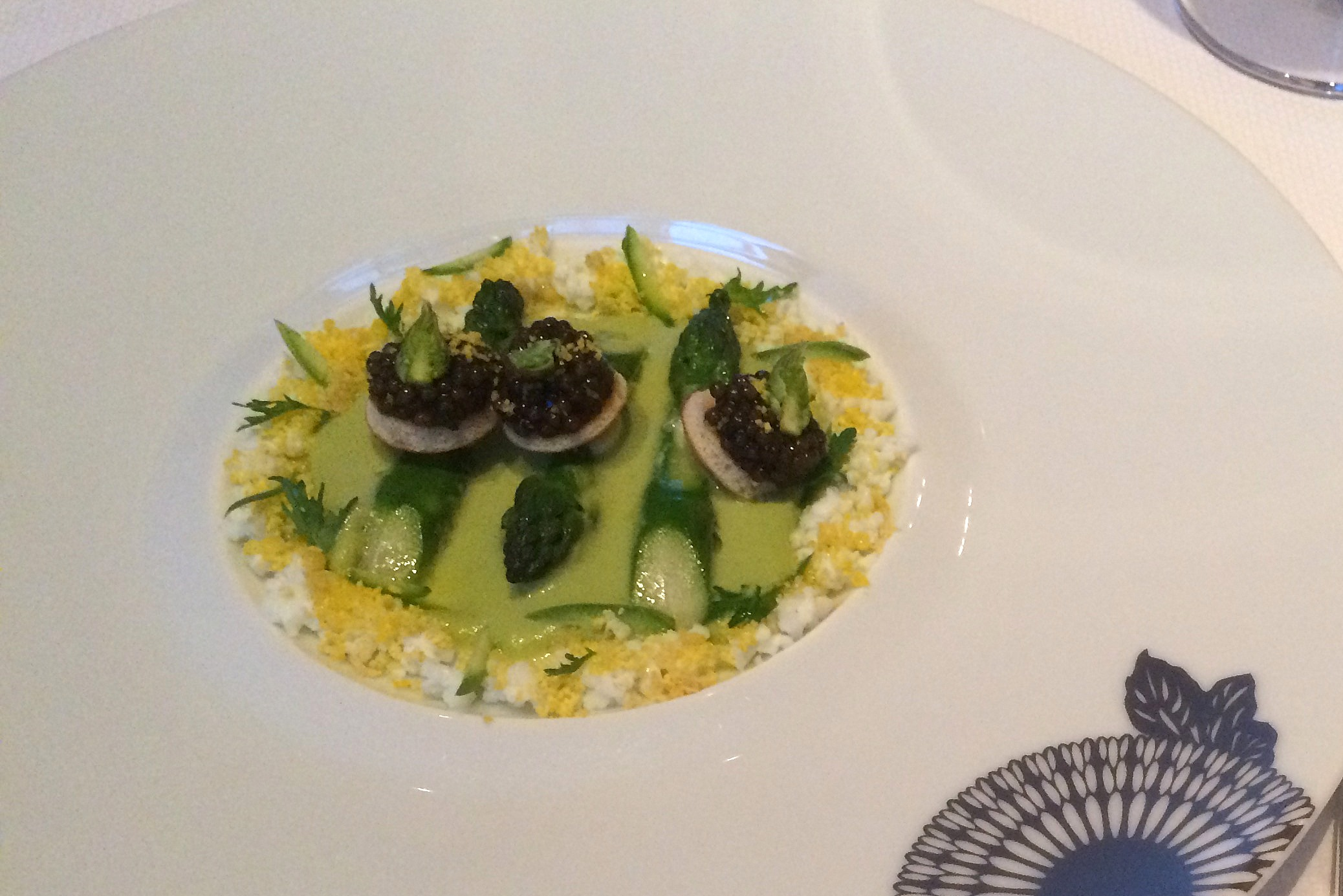
Sonate printanière.
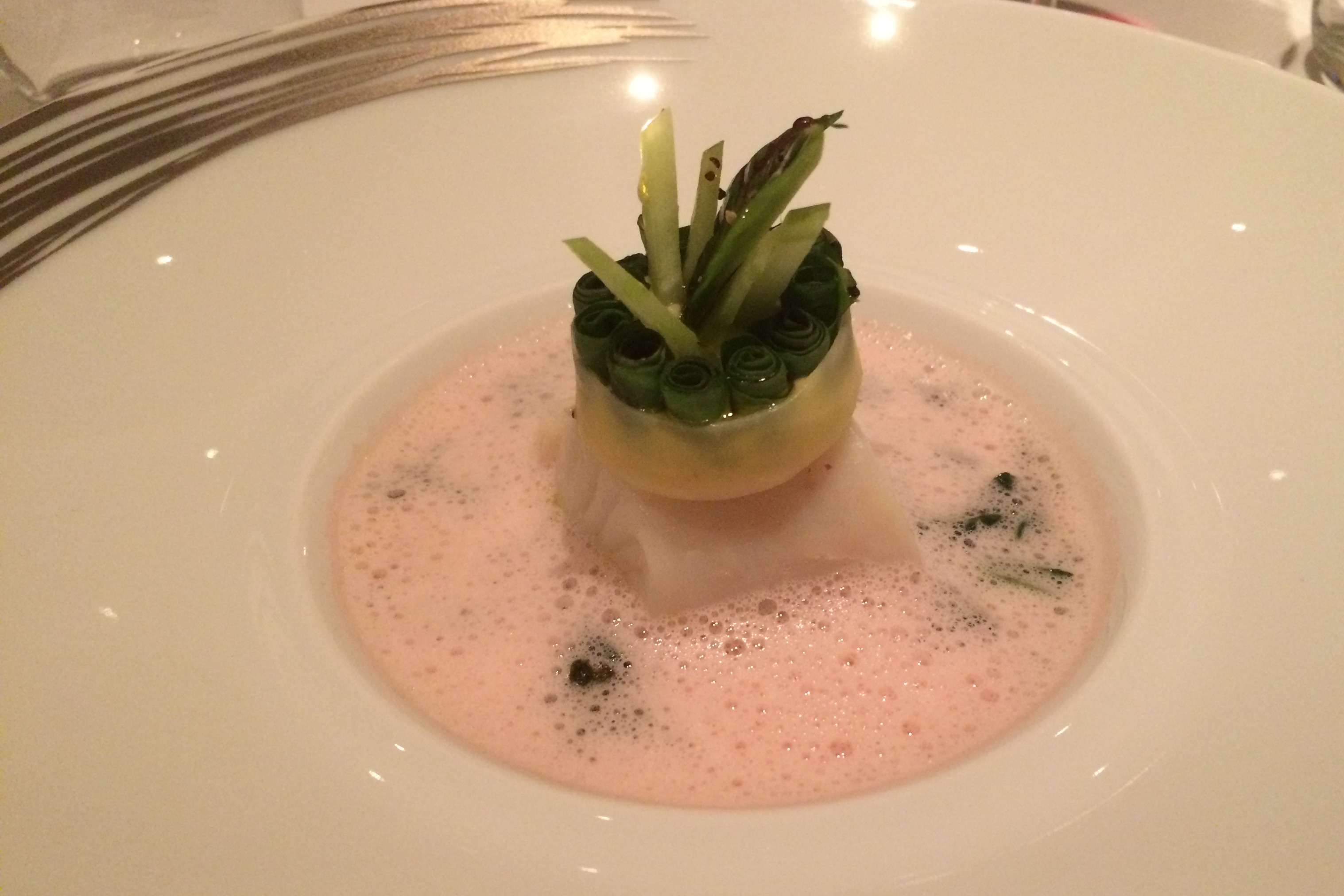
Asperges sauvageonnes sur émulsion.
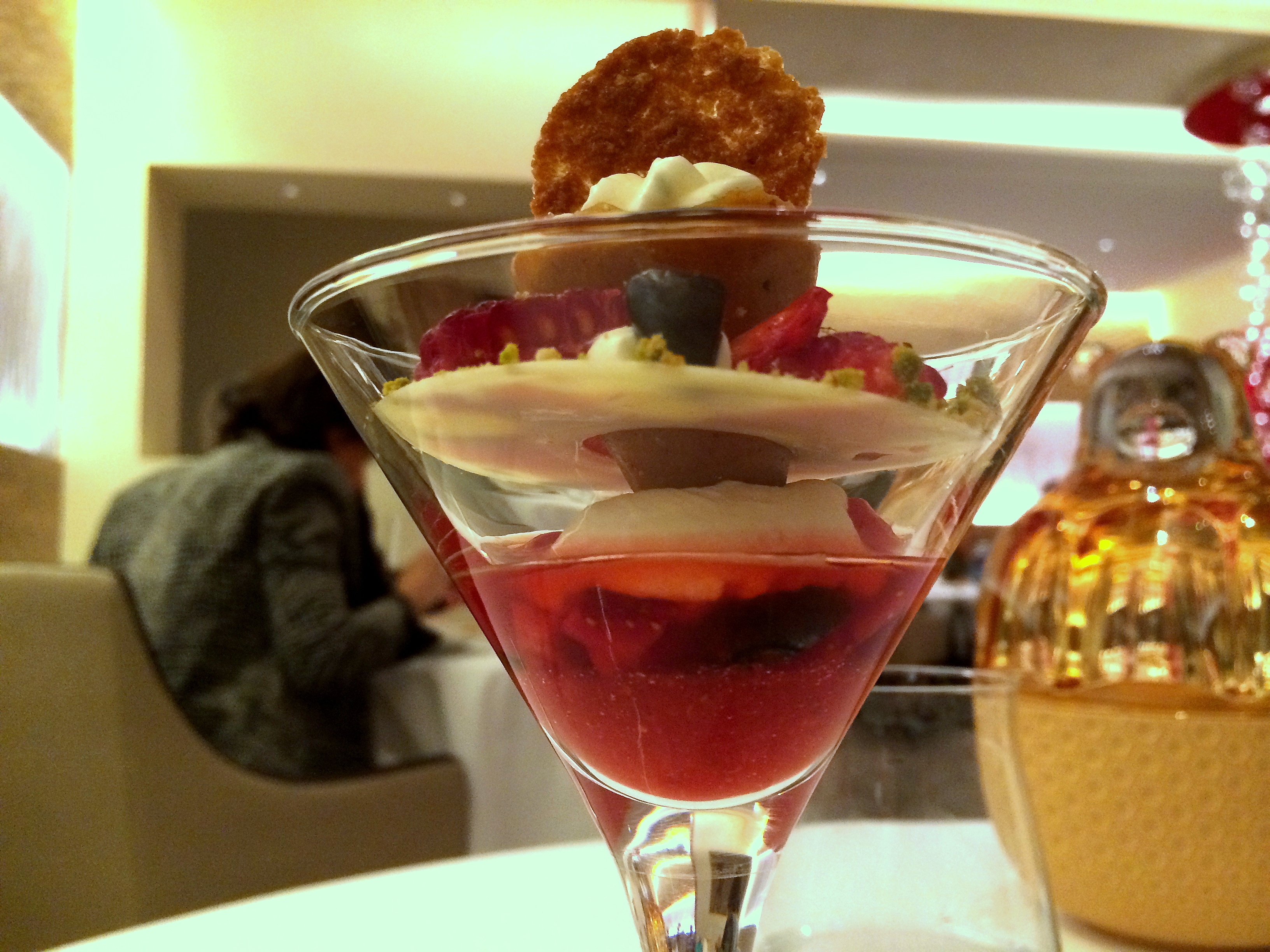
Structure en équilibre.
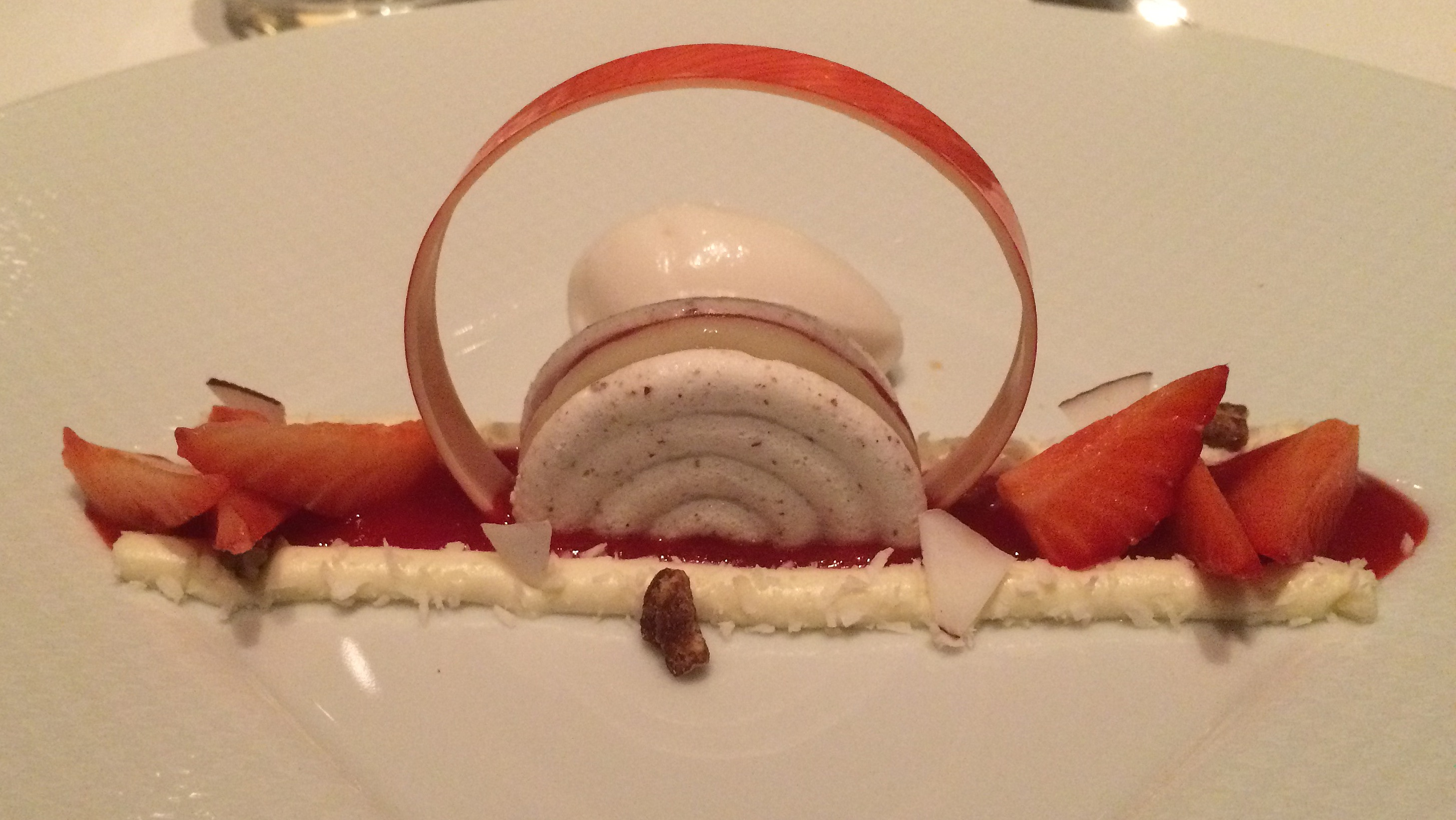
Éclat de joies.
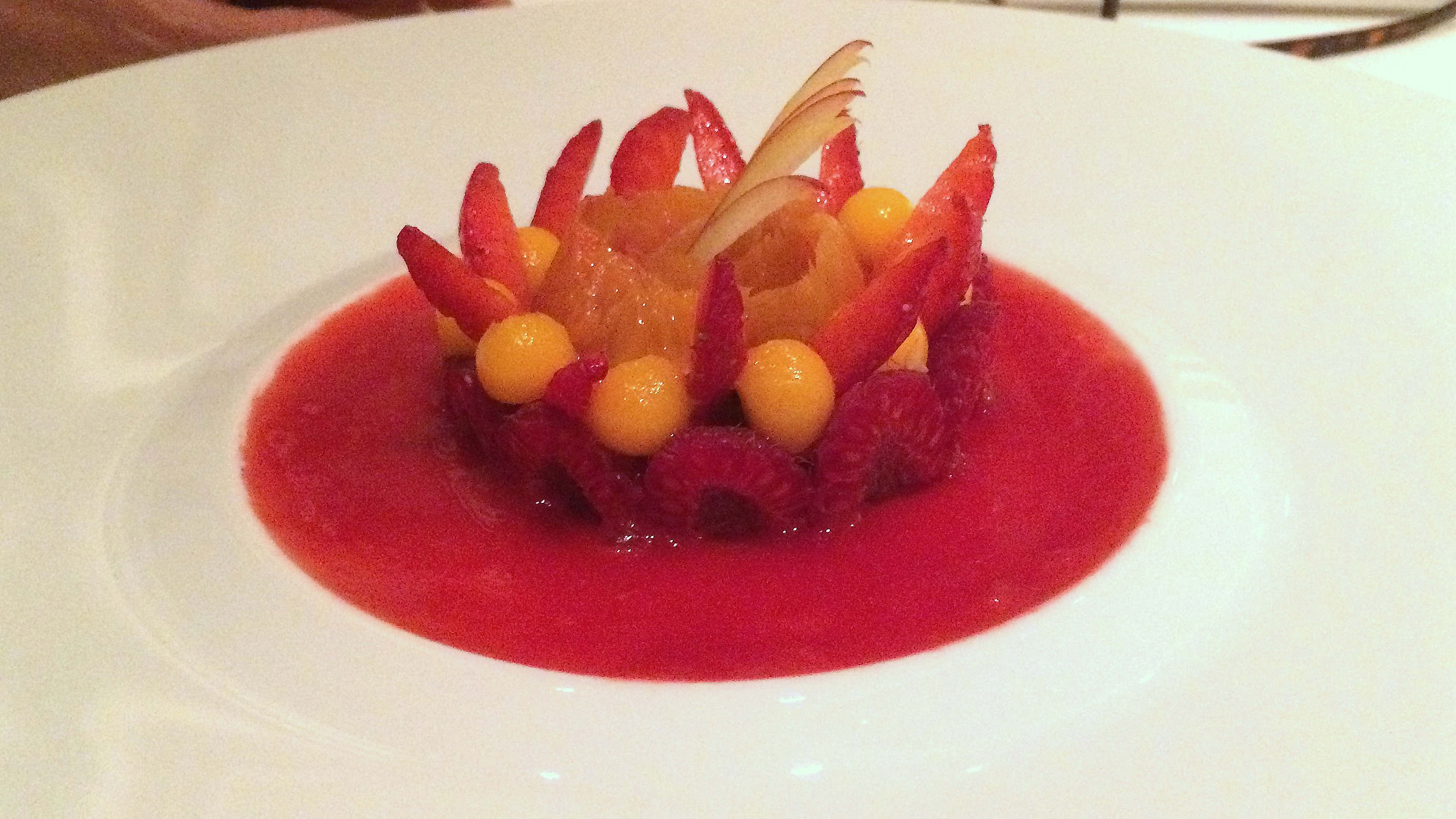
Bouquet d'amour.